# Vojtanov obec
Vojtanov obec je železniční zastávka, nacházející se na trati Cheb – Hranice, v obci Vojtanov, v okrese Cheb.

## Popis zastávky
Nástupiště zastávky je tvořeno betonovými panely, před nepřízní počasí slouží cestujícím průhledný přístřešek. V zastávce se nenachází žádná informační tabule, rozhlas, ani další služby cestujícím.